# Гренхен (футбольный клуб)
«Гренхен» (нем. Grenchen) — швейцарский футбольный клуб, расположенный в городе Гренхен. Клуб был основан в 1906 году и в 1937 вышел в Национальную лигу А (сейчас Суперлига), четырежды стал серебряным призёром. Но главный успех для клуба пришел в сезоне 1958/1959, когда «Гренхен» выиграл Кубок Швейцарии.
С тех пор клуб более не имеет успехов и сейчас играет в Швейцарской второй лиге.
На стадионе «Брюль» проходит ежегодный футбольный турнир «Кубок Часов».

## Достижения
- Национальная лига А
  - Второе место (4): 1938-39, 1939-40, 1941-42, 1958-59.

- Кубок Швейцарии:
  - Обладатель (1): 1959.
  - Финалисты (2): 1940, 1948, 1960.

- Кубок Часов:
  - Обладатель (7): 1962, 1971, 1981, 1982, 1985, 1996, 1999.
  - Финалисты (9): 1963, 1965, 1966, 1975, 1979, 1980, 1987, 1988, 1989.

## Известные игроки
- Отто Пфистер
- Златко Чайковский